# Жуковское (Крым)
Жуко́вское (до 1948 года Айтуга́н Тата́рский; укр. Жуковське, крымскотат. Tatar Ay Tuvğan, Татар Ай Тувгъан) — исчезнувшее село в Красногвардейском районе Республики Крым, располагавшееся на юго-востоке района, на границе степной и предгорной части Крыма, на левом берегу Бурульчи, примерно в 1,5 км на юг от села Пологи.

## История
Во времена Крымского ханства деревня Айтуган делилась на 3 части: Ашага, Орта и Юхары, что, видимо, соответствовало приходам-маале, причём Юхары Айтуган находился южнее, несколько в стороне от других. Уже в первом документальном упоминании в Камеральном Описании Крыма… 1784 года, судя по которому, в последний период ханства деревня входила в Борулчанский кадылык Карасубазарского каймаканства, записан Гери Кесек Айтуган. После присоединения Крыма к России (8) 19 апреля 1783 года, (8) 19 февраля 1784 года, именным указом Екатерины II сенату, на территории бывшего Крымского Ханства была образована Таврическая область и деревня была приписана к Симферопольскому уезду. После Павловских реформ, с 1796 по 1802 год, входила в Акмечетский уезд Новороссийской губернии. По новому административному делению, после создания 8 (20) октября 1802 года Таврической губернии, Юхары-Айтуган был включён в состав Табулдынской волости Симферопольского уезда.
По Ведомости о всех селениях в Симферопольском уезде состоящих с показанием в которой волости сколько числом дворов и душ… от 9 октября 1805 года в деревне Юхары-Айтуган числилось 23 двора и 147 жителей, исключительно крымских татар. На военно-топографической карте генерал-майора Мухина 1817 года обозначена деревня Алгерю-Айтуган, с 40 дворами. После реформы волостного деления 1829 года деревню Юкары-Айтуган, согласно «Ведомости о казённых волостях Таврической губернии 1829 года», определили центром Айтуганской волости (преобразованной из Табулдынской). На карте 1836 года в деревне Юхары-Айтуган 36 дворов, как и на карте 1842 года.
В 1860-х годах, после земской реформы Александра II, деревню приписали к Зуйской волости. В «Списке населённых мест Таврической губернии по сведениям 1864 года», составленном по результатам VIII ревизии 1864 года, Юхары-Айтуган — казённая татарская деревня с 12 дворами, 94 жителями, мечетью и обывательской почтовой станцией при колодцах. По обследованиям профессора А. Н. Козловского начала 1860-х годов, в селении имелись колодцы с пресной водой глубиной 10—15 саженей (21—33 м). На трёхверстовой карте Шуберта 1865—1876 года в деревне Юхары-Айтуган обозначено 11 дворов. В «Памятной книге Таврической губернии 1889 года» Юхары-Айтуган не записан.
После земской реформы 1890 года Юхары-Айтуган отнесли к Табулдинской волости. Согласно «…Памятной книжке Таврической губернии на 1892 год», в деревне Юхары-Айтуган, входившей в Айтуганское сельское общество, было 82 жителя, все безземельные, в 11 домохозяйствах. По «…Памятной книжке Таврической губернии на 1902 год» в деревне Айтуган татарский, приписанной к волости для счёта, числился 71 житель в 14 домохозяйствах. По Статистическому справочнику Таврической губернии. Ч.II-я. Статистический очерк, выпуск шестой Симферопольский уезд, 1915 год, в деревне Айтуган (вакуф) Табулдинской волости Симферопольского уезда числилось 32 двора с татарским населением в количестве 191 человека приписных жителей, из которых 98 мужчин и 93 женщины. Жители владели 197 десятинами удобной земли. В хозяйствах имелось 62 лошади, 6 волов и 28 коров.
После установления в Крыму Советской власти и учреждения 18 октября 1921 года Крымской АССР, в составе Симферопольского уезда был образован Биюк-Онларский район, в состав которого включили село. В 1922 году уезды получили название округов. 11 октября 1923 года, согласно постановлению ВЦИК, в административное деление Крымской АССР были внесены изменения, в результате которых был ликвидирован Биюк-Онларский район и село включили в состав Симферопольского. Согласно Списку населённых пунктов Крымской АССР по Всесоюзной переписи 17 декабря 1926 года, в селе Айтуган (татарский), Табулдинского сельсовета Симферопольского района, числилось 44 двора, все крестьянские, население составляло 191 человек, все татары, действовала татарская школа. Постановлением КрымЦИКа от 15 сентября 1930 года был вновь создан Биюк-Онларский район (указом Президиума Верховного Совета РСФСР № 621/6 от 14 декабря 1944 года переименованный в Октябрьский), теперь как немецкий национальный, село, вместе с сельсоветом, включили в его состав. По данным всесоюзная перепись населения 1939 года в селе проживало 144 человека.
В 1944 году, после освобождения Крыма от фашистов, согласно постановлению ГКО № 5859 от 11 мая 1944 года, 18 мая крымские татары были депортированы в Среднюю Азию. 12 августа 1944 года было принято постановление № ГОКО-6372с «О переселении колхозников в районы Крыма» и в сентябре 1944 года в район приехали первые новоселы (57 семей) из Винницкой и Киевской областей, а в начале 1950-х годов последовала вторая волна переселенцев из различных областей Украины. С 25 июня 1946 года Айтуган в составе Крымской области РСФСР. Указом Президиума Верховного Совета РСФСР от 18 мая 1948 года, Айтуган татарский переименовали в Жуковское. Ликвидировано до 1954 года, так как в списках упразднённых после этого года сёл Жуковское не значится.

### Динамика численности населения
| - 1805 год — 147 чел. - 1864 год — 94 чел. - 1892 год — 82 чел. - 1902 год — 71 чел. | - 1915 год — 191 чел. - 1926 год — 191 чел. - 1939 год — 144 чел. |